# Metarranthis amethystaria
Metarranthis amethystaria là một loài bướm đêm trong họ Geometridae.